# Jelcz L100
Jelcz L100 — польский городской автобус большой вместимости, выпускаемый компанией Jelcz в 2000—2004 годах.

## История
Автобус Jelcz L100 представляет собой 10-метровый вариант автобуса Jelcz T120. В отличие от него, автобус Jelcz L100 имеет модернизированную переднюю часть, заднюю часть с вертикальным расположением огней и видоизменённые окна. Изначально автобус оснащался дизельными двигателями внутреннего сгорания Andoria 6CT107 (Jelcz L100A) и Iveco 8060.45 (Jelcz L100I).
Параллельно с городским автобусом, также был запущен в производство пригородный с дизельным двигателем внутреннего сгорания Iveco 8360 SRC 22 и трансмиссией Voith Diwa.
Производство завершилось в 2004 году.